# Roosevelt Island Tidal Energy
Das Roosevelt Island Tidal Energy Project (kurz: RITE Project) war ein Projekt zur Energiegewinnung aus der Gezeitenströmung im East River in New York City. Eine Demonstrationsanlage wurde von 2006 bis 2009 betrieben. Im Jahr 2020 wurde eine verbesserte Turbine installiert und das Projekt noch bis 2021 fortgeführt. Die Genehmigungen wurden jedoch nicht verlängert, so dass die Anlage im Dezember 2021 stillgelegt und demontiert wurde.

## Lage
RITE ist ein Meeresströmungskraftwerk und befindet sich im East Channel des East River zwischen dem New Yorker Stadtteil Queens und Roosevelt Island nördlich der Roosevelt Island Bridge. Da der East River kein Fluss, sondern eine Meerenge zwischen dem Long Island Sound und der New York Bay ist, werden dort aufgrund des Querschnitts und der Tiden Strömungsgeschwindigkeiten von bis zu annähernd 2,7 Metern pro Sekunde erreicht.

## Demonstrationsanlage
Die Betreibergesellschaft von RITE, Verdant Power, begann mit der Projektentwicklung im Jahr 2002. Von 2006 bis 2009 war eine Demonstrationsanlage mit sechs fünf Meter hohen Turbinen mit einer Leistung von je 35 kW im East River verankert, die zeitweise Strom für einen Supermarkt und ein Parkhaus auf Roosevelt Island lieferten. Allerdings erwies sich die Strömung als so stark, dass Turbinenblätter abgerissen wurden.